# Храм Рождества Богородицы (Сочи)

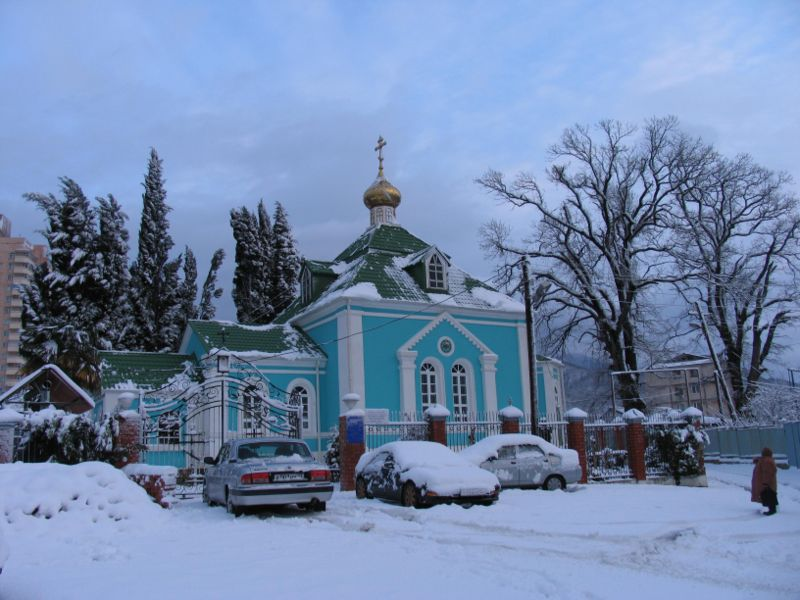
Церковь Рождества Богородицы в Лазаревском

Храм Рождества́ Богоро́дицы — православная церковь в микрорайоне Лазаревское Лазаревского района города Сочи Краснодарского края России. Адрес церкви: 354200, Россия, г. Сочи, ул. Шевченко, 1.

## История
Храм построен в 1903, высотой 17 метров. Основание фундамента — из речного камня, стены — кирпичные. Церковь была построена в дубовой роще, где не было кругом жилых построек. Слева от церкви рядом построен был церковный дом. Здание храма не было огорожено забором и только в 1961 вокруг были посажены кипарисы и двор был загорожен сеткой «Рабица». Строителями церкви были Димитриади Анастас Васильевич; Василиади Левтер, Караяниди Георгий (остальные неизвестны).
В 1936 церковь была закрыта, иконы и вся утварь сожжены, колокола у церкви висели напротив, на дубе, были сняты, один из которых был передан железнодорожной станции Лазаревское. С 1936—1941 в здании церкви располагался художественный музей Усова, Ржевского «московских художников». Эти художники периодически жили в Лазаревском, имели свои дома на ул. Шевченко. С 1941—1950 в здании церкви располагался радиоузел, а затем было культовым зданием.

## В настоящее время
С 1962 года — полгода церковь была закрыта, руководство района хотело в здании расположить музыкальную школу, но благодаря верующим замысел властей не осуществился. Через Патриархию церковь открыли. Железный забор вокруг здания, ворота — построены в 1997. Колокола современные приобретены для церкви в дар Лазаревской администрацией в 1996. Художественная роспись внутри церкви произведена в 1999 и в этом же году снаружи окрашены стены абрикосовым цветом. Позолоченный купол с крестом установлен с 2002; а крыша покрыта зелёной металлочерепицей в 2003.
На территории храма находится подведомственная церковь Преподобного Серафима Саровского, трапезная и церковно-исторический музей.